# 汉斯·乌尔里希·克林奇
约翰内斯·“汉斯”·乌尔里希·克林奇（1898年11月4日—1959年8月17日）是一位魏玛共和國海军中尉，曾效力于埃尔哈特旅，后来曾在1921年-1923年2月间担任冲锋队最高领袖，之后返回原单位，将职位交给赫尔曼·戈林。他后来在納粹德國空軍服役。战后，他在儿子的婚礼上突然死亡。